# 比克西埃莱克莱夫蒙
比克西埃莱克莱夫蒙（法語：Buxières-lès-Clefmont）是法国上马恩省的一个市镇，属于绍蒙区（Chaumont）克莱夫蒙县（Clefmont）。该市镇总面积5.92平方公里，2009年时的人口为23人。

## 人口
比克西埃莱克莱夫蒙人口变化图示